# Toine van de Goolberg
Toine van de Goolberg (Eindhoven, 20 april 1950) is een voormalige Nederlandse atleet, die zich had toegelegd op de 400 m. Hij kwam echter ook goed uit de voeten op de 200 en 800 m. Hij behoorde in zijn tijd op deze onderdelen tot de nationale top vijf, veroverde tijdens zijn atletiekloopbaan zes Nederlandse titels en nam eenmaal deel aan de Europese kampioenschappen.   

## Atletiekloopbaan
Van de Goolberg groeide op in Eindhoven, waar hij tijdens zijn jeugd aan atletiek deed bij PSV Atletiek. Later stapte hij over naar Ciko '66 in Arnhem.
Toine van de Goolberg ging op 23-jarige leeftijd studeren aan het CIOS te Overveen, waar hij in 1976 zijn diploma behaalde met de differentiaties: atletiek, recreatiesport, badminton, sportmassage.
Hierna studeerde Van de Goolberg verder aan de ALO in Den Haag, waar hij in 1979 afstudeerde met de keuzevakken roeien en schermen.
In 1974 schreef Van de Goolberg het Nederlands record op de 400 m op zijn naam met een tijd van 46,46 s.Hij deed dit tijdens de series van de EK in Rome, waar hij tevens deel uitmaakte van het nationale team dat het record verbrak op de 4 x 400 m estafette. Van dit team maakten verder deel uit Raymond Heerenveen, Rijn van de Heuvel en Frank Nusse.
Toine van de Goolberg is getrouwd en heeft één zoon.

### Nederlandse kampioenschappen
Outdoor
| Onderdeel | Jaar                         |
| --------- | ---------------------------- |
| 400 m     | 1972, 1973, 1974, 1975, 1976 |

Indoor
| Onderdeel | Jaar |
| --------- | ---- |
| 400 m     | 1974 |

### Persoonlijke records
| Onderdeel | Prestatie | Datum            | Plaats   |
| --------- | --------- | ---------------- | -------- |
| 200 m     | 21,55     | 17 juni 1974     | Papendal |
| 400 m     | 46,46 *   | 2 september 1974 | Rome     |
| 800 m     | 1.47,6    | 16 juli 1975     | Papendal |

* Voor deze recordprestatie, gelopen tijdens de series van de 400 m op de EK in Rome, is om onbekende redenen nooit een recordaanvraag ingediend.

### Palmares

#### 400 m
- 1971:  NK - 49,2 s
- 1972:  NK - 47,6 s
- 1973:  NK indoor - 49,5 s
- 1973:  NK - 48,8 s
- 1974:  NK indoor - 50,6 s
- 1974:  NK - 47,23 s
- 1974: 8e in ½ fin. EK te Rome - 47,40 s (in serie 46,46 s = NR; zie echter opm. hierboven)
- 1975:  NK - 47,09 s
- 1976:  NK - 47,87 s

#### 4 x 400 m
- 1974: 5e EK - 3.06,33 (= NR)

## Verdere loopbaan
Na zijn actieve atletiekloopbaan is Van de Goolberg atleten en spelers gaan coachen. Zo was hij bijvoorbeeld als fysieke trainer verbonden aan Feyenoord. Bovendien geeft hij sinds 1994 les aan fysiotherapeuten, artsen in opleiding en aankomende trainers. In 2005 heeft Van de Goolberg zijn visie over topsport gebundeld in het boek De Rehaboom “een methodische aanpak in de sportrevalidatie”. In 2021 heeft Van de Goolberg zijn opleidingen Allround Conditie- en Hersteltrainer en Specialist Fysieke Trainer Voetbal overgedragen aan het opleidingsinstituut Opleidingen 2000, waar hij nog regelmatig fungeert als docent en gastspreker. 